# ペドロ・デ・メロ

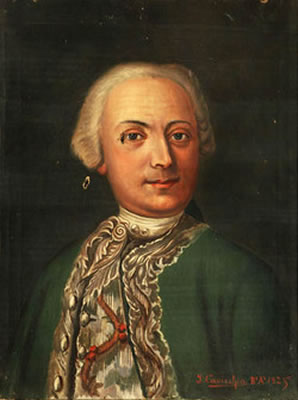
リオ・デ・ラ・プラタ副王ペドロ・デ・メロの紋章

ペドロ・デ・メロ（Pedro de Melo de Portugal y Vilhena、1734年4月29日 - 1797年4月15日）は、スペインの政治家、軍人、リオ・デ・ラ・プラタ副王領の第5代副王。1795年3月16日から1797年4月15日までリオ・デ・ラ・プラタ副王を勤めた。アメリカ大陸に移動する前はスペイン軍に所属していた。1797年4月15日、在任中にブエノスアイレスで亡くなった。